# Niestkowo
Niestkowo (deutsch Nesekow) ist ein Dorf der Gemeinde Ustka (Stolpmünde) im Powiat Słupski der polnischen Woiwodschaft Pommern.

## Geographische Lage
Niestkowo liegt in Hinterpommern, am rechten Ufer der Stolpe, etwa zehn Kilometer nordwestlich der Stadt Słupsk (Stolp) und acht Kilometer südöstlich der Hafenstadt Ustka (Stolpmünde) an der Ostsee. 

## Geschichte
Der historischen Dorfform nach war die Ortschaft als Hagenhufendorf angelegt worden. Es handelt sich um das älteste urkundlich erwähnte Dorf im Landkreis Stolp. 1227 wird es unter dem Namen Nestic in einer Urkunde erwähnt, mit der Herzog Barnim I. von Westpommern das Dorf Nestic in Stolp minore, in parvo Ztolp, dem Kloster Belbuck schenkte. Später gehörte es zu dem Besitz der Stanislauskirche in Garde, der Herzog Mestwin II. von Pommerellen im Jahr 1282 die Schenkungen seines Vaters, Swantopolk II., bestätigte. 1499 befand sich das Gut Nesekow im Besitz eines Angehörigen der Familie Ramel. Um 1580 befand es sich im Besitz von Damian von Winterfeld, der unter Pommernherzog Bogislaw XIII. Landvogt der Lande Schlawe und Stolp gewesen war. 1622 erwarb es ein Angehöriger der Familie Winterfeld auf Wintershagen, danach die Familie Zitzewitz. Um das Jahr 1784 gab es in Nesekow ein Vorwerk, fünf Bauern und insgesamt acht Haushaltungen.  
1810 erwarb Johann Kratz die Dörfer Nesekow und Wintershagen von Otto Graf von Podewils. 1811 verkaufte Kratz Nesekow wieder. Das Ackervorwerk kaufte der vorherige Pächter auf, und die Bauernhöfe wurden von den Pächtern aufgekauft, die diese zuvor bewirtschaftet hatten. 1861 erwarb ein Herr Wiese das Gut Nesekow für 50.500 Taler. Danach befand es sich im Besitz einer Familie Küttner. 1928 war Otto Küttner der Besitzer, 1931 Georg von Wühlisch und 1938  Heinz Perrin.   
Im Jahr 1925 standen in Nesekow 39 Wohngebäude. Im Jahr 1939 wurden in Nesekow 213 Einwohner gezählt, die in 51  Haushaltungen lebten. Außer dem Gut mit einer Betriebsfläche von zuletzt 166 Hektar gab es in Nesekow 24 weitere landwirtschaftliche Betriebe.
Vor Ende des Zweiten Weltkriegs gehörte das Dorf Nesekow zum Landkreis Stolp im Regierungsbezirk Köslin der Provinz Pommern. Die Gemeindefläche war 438 Hektar groß. Nesekow war der einzige Wohnort in der Gemeinde Nesekow.
Gegen Ende des Zweiten Weltkriegs  wurde Lindow am 8. März 1945 von  der Sowjetarmee besetzt. Im Juli 1945 kamen Polen in das Dorf und übernahmen Häuser und Gehöfte der deutschen Einwohner. Das Gut blieb bis Frühjahr 1946 von den sowjetischen Truppen besetzt. Alle Dorfbewohner wurden vertrieben. Nesekow wurde in Niestkowo umbenannt.
Später wurden in der Bundesrepublik Deutschland 98 und in der DDR 95 aus Nesekow vertriebene Dorfbewohner ermittelt.
Im Jahr 2007 hatte das Dorf 164 Einwohner.

### Kirche
Die vor 1945 in Nesekow anwesenden Dorfbewohner waren evangelisch. Nesekow war dem Kirchspiel Weitenhagen angegliedert und gehörte damit zum Kirchenkreis Stolp-Stadt.

### Schule
Vor 1945 hatte Nesekow eine eigene Volksschule. Im Jahr 1932 war diese Schule einstufig; zu diesem Zeitpunkt unterrichtete hier ein einzelner Lehrer 47 Schulkinder.